# Lech Włodzimierz Bogusławski
Lech Włodzimierz Bogusławski (ur. 20 października 1922 w Łodzi, zm. 19 kwietnia 2013 tamże) – uczestnik kampanii wrześniowej 1939. Sekretarz Generalny Stowarzyszenia Papierników Polskich (1974 – 1982).
Syn Stanisławy z Prus-Cygańskich i Kazimierza Bogusławskiego, dyrektora banku. Potomek w szóstym pokoleniu Andrzeja Ścibor-Bogusławskiego h. Ostoja, wicepodkomorzego łęczyckiego i sieradzkiego. Uczestnik kampanii wrześniowej 1939 r. Wcielony został do 321 pp, do batalionu mjr Czechowskiego, kompanii por. Milczyńskiego. Jako jeden z najmłodszych podoficerów 321 pp (16 lat) brał udział w obronie Warszawy w akcjach batalionu na Saskiej Kępie, Grochowie i Utracie. Od 1951 roku związany z przemysłem papierniczym. Dyrektor techniczny w Zakładach Celulozowo - Papierniczych we Włocławku (1961 – 1968). Naczelnik Wydziału Produkcji w Zjednoczeniu Przemysłu Papierniczego w Łodzi (1969 – 1972). Główny Specjalista w Biurze Studiów i Projektów Przemysłu Papierniczego (1973 – 1982). Działacz organizacji społecznych. Sekretarz Generalny Stowarzyszenia Papierników Polskich (1974 – 1982). Członkiem Rady Głównej NOT i skarbnik (1974 – 2000).
Lech Bogusławski był mężem dr Krystyny Matuszkiewicz, z którą miał córkę dr Joannę Kozłowską.

## Odznaczenia
- Krzyż Kawalerski Orderu Odrodzenia Polski
- Złoty Krzyż Zasługi
- Srebrny Krzyż Zasługi
- Medal za Warszawę
- Złota i Srebrna Odznaka Honorową NOT